# Líbia az 1964. évi nyári olimpiai játékokon
Líbia a japán Tokióban megrendezett 1964. évi nyári olimpiai játékok egyik részt vevő nemzete volt. Az országot az olimpián 1 sportágban 1 sportoló képviselte, de csak a megnyitóünnepségen vett részt, a versenyszámától visszalépett.

## Atlétika
Férfi
| Versenyző            | Versenyszám | Döntő          | Döntő          |
| Versenyző            | Versenyszám | Idő            | Helyezés       |
| -------------------- | ----------- | -------------- | -------------- |
| Suliman Fighi Hassan | Maraton     | nem vett részt | nem vett részt |